# St. Leonhard im Pitztal
St. Leonhard im Pitztal, Sankt Leonhard im Pitztal – gmina w zachodniej Austrii, w kraju związkowym Tyrol, w powiecie Imst. Według Austriackiego Urzędu Statystycznego liczyła 1408 mieszkańców (1 stycznia 2015).